# 広島県道212号吉田口停車場線
広島県道212号吉田口停車場線（ひろしまけんどう212ごう よしだぐちていしゃじょうせん）は、広島県安芸高田市を通る一般県道である。

## 概要
JR西日本芸備線 吉田口駅から国道54号交点を結ぶ。

### 路線データ
- 起点：安芸高田市甲田町下小原（JR西日本芸備線 吉田口駅前）
- 終点：安芸高田市甲田町下小原（吉田大橋北詰交差点、国道54号交点）
- 総延長：1.6 km

## 歴史
- 1982年（昭和57年）12月6日 - 広島県告示第1,277号により認定される。

前身は広島県道29号竹原吉田線である。
- 2004年（平成16年）3月1日 - 高田郡の全6町が対等合併して安芸高田市が発足したことに伴い全線が安芸高田市域のみを通る路線になり、併せて起終点の地名表記も変更される（高田郡甲田町下小原→安芸高田市甲田町下小原）。

## 路線状況

### 重複区間
- 広島県道37号広島三次線（安芸高田市甲田町下小原）

### 道路施設

#### 橋梁
- 吉田大橋（江の川、安芸高田市甲田町下小原）

## 地理

### 通過する自治体
- 安芸高田市

### 交差する道路
| 交差する道路                        | 交差する場所 | 交差する場所              |
| ----------------------------------- | ------------ | ------------------------- |
| 広島県道37号広島三次線 重複区間起点 | 甲田町下小原 |                           |
| 広島県道37号広島三次線 重複区間終点 | 甲田町下小原 | 吉田口バイパス北口交差点  |
| 国道54号                            | 甲田町下小原 | 吉田大橋北詰交差点 / 終点 |

### 沿線
- JR西日本芸備線 吉田口駅
- 江の川